# 녹사평역
녹사평(용산구청)역(Noksapyeong(Yongsan-gu Office)Station, 綠莎坪(龍山區廳)驛)은 서울특별시 용산구 용산동4가에 있는 서울 지하철 6호선의 지하철역이다. 인근에 용산구청이 있다.

## 역사
- 2000년 12월 15일 : 서울 지하철 6호선 응암 ~ 상월곡 구간 개통과 함께 영업 개시(당시 부역명 발명테마역)
- 2013년 12월 26일 : 녹사평(용산구청)역으로 변경[1]

## 역 구조
승강장은 1면 2선의 곡선 섬식 승강장으로, 스크린도어가 설치되어 있다. 역사는 지상 4층에서 지하 5층까지 이루어져 있으며, 지상 4층에는 자연 채광이 가능한 유리 돔이 있다. 수도권 전철 서해선의 달미역과 흡사한 구조이다. 영화 《말아톤》을 비롯하여, SBS의 수목 드라마 《천국의 계단》 등 여러 드라마의 촬영지로 사용되었으며, 또한 역사 내부에서 무료 결혼식이 이루어지기도 하였다. 당초 서울시청사의 이전 계획과 11호선 환승 계획으로 인하여 지금과 같은 모습으로 건설되었으나, 현재는 백지화되었다.
2009년 5월 22일부터 2015년까지는 한국대학발명협회와 함께 지하 4층에 발명아이디어 테마관을 운영하였으며, 열차 내 안내방송에서도 "이번 역은 발명테마역인 녹사평역입니다. 녹사평역에서 미래의 에디슨을 만나보세요."라는 멘트를 등장시켰다. 2019년 3월 14일에는 지하 4층에 600여 종에 달하는 식물이 자생하는 지하예술정원이 개장하였다.

### 승강장
| 삼각지 ↑ |
| 하 상 \| |
| ↓ 이태원 |

| 상행 | ● 서울 지하철 6호선 | 삼각지 · 효창공원앞 · 합정 · 디지털미디어시티 · 응암 방면 |
| 하행 | ● 서울 지하철 6호선 | 한강진 · 동묘앞 · 고려대 · 석계 · 봉화산 · 신내 방면      |

- 승강장에서 반대방면 열차로 승차가 가능하다.

## 역명 유래
녹사평이라는 지명은 푸른풀이 무성한 들판이라는 뜻으로 조선시대까지도 사람들이 거의 살지 않았기 때문에 붙여진 이름이다. 
"푸른(綠) 풀(莎)이 무성한 들판(坪)"이라는 뜻으로 붙여진 이름이다. 2000년 서울 지하철 6호선이 개통될 때 예전 지명을 살려 녹사평역으로 명명되었다.
한편 인근에 용산구청 신청사가 건설되고 구청의 기능이 2010년 4월 8일부터 이전됨에 따라 용산구청이 용산구청역으로 역명 변경을 추진하였고, 2013년 12월 26일 역명이 녹사평역에서 녹사평(용산구청)역으로 변경되었다.

## 역 주변
- 용산구청
- 이태원1동우체국
- 용산동2가
- 용산동4가
- 이태원2동
- 서울디지텍고등학교
- 남산대림아파트
- 용산아파트
- 드림티엔터테인먼트
- YMC 엔터테인먼트
- 한신아파트
- 이태원시장
- 주한 필리핀 대사관
- 한강로2가
- 국군재정관리단
- 반포대교방면
- 이태원지하차도
- 남산3호터널방면
- 해방촌방면

## 이용객 변동
2000년 자료는 개통일인 2000년 12월 15일부터 12월 31일까지인 17일 기준으로 환산한 것이다.
| 노선  | 노선   | 일평균 인원수 (명/일) | 일평균 인원수 (명/일) | 일평균 인원수 (명/일) | 일평균 인원수 (명/일) | 일평균 인원수 (명/일) | 일평균 인원수 (명/일) | 일평균 인원수 (명/일) | 일평균 인원수 (명/일) | 일평균 인원수 (명/일) | 일평균 인원수 (명/일) | 각주  |
| 노선  | 노선   | 2000년                | 2001년                | 2002년                | 2003년                | 2004년                | 2005년                | 2006년                | 2007년                | 2008년                | 2009년                | 각주  |
| ----- | ------ | --------------------- | --------------------- | --------------------- | --------------------- | --------------------- | --------------------- | --------------------- | --------------------- | --------------------- | --------------------- | ----- |
| 6호선 | 승차   | 3,147                 | 3,717                 | 3,902                 | 3,935                 | 4,006                 | 3,905                 | 3,883                 | 3,987                 | 4,174                 | 4,338                 | [ 5 ] |
| 6호선 | 하차   | 2,960                 | 3,527                 | 3,760                 | 3,862                 | 3,922                 | 3,854                 | 3,877                 | 4,017                 | 4,219                 | 4,386                 | [ 5 ] |
| 6호선 | 승하차 | 6,107                 | 7,244                 | 7,662                 | 7,797                 | 7,928                 | 7,759                 | 7,760                 | 8,004                 | 8,393                 | 8,724                 | [ 5 ] |
| 노선  | 노선   | 2010년                | 2011년                | 2012년                | 2013년                | 2014년                | 2015년                | 2016년                | 2017년                |                       |                       | [ 5 ] |
| 6호선 | 승차   | 4,562                 | 4,860                 | 5,032                 | 5,287                 | 6,575                 | 7,475                 | 7,443                 | 7,406                 |                       |                       | [ 5 ] |
| 6호선 | 하차   | 4,689                 | 5,022                 | 5,216                 | 5,580                 | 7,269                 | 8,171                 | 7,979                 | 7,836                 |                       |                       | [ 5 ] |
| 6호선 | 승하차 | 9,251                 | 9,883                 | 10,248                | 10,867                | 13,844                | 15,646                | 15,422                | 15,242                |                       |                       | [ 5 ] |

## 사진

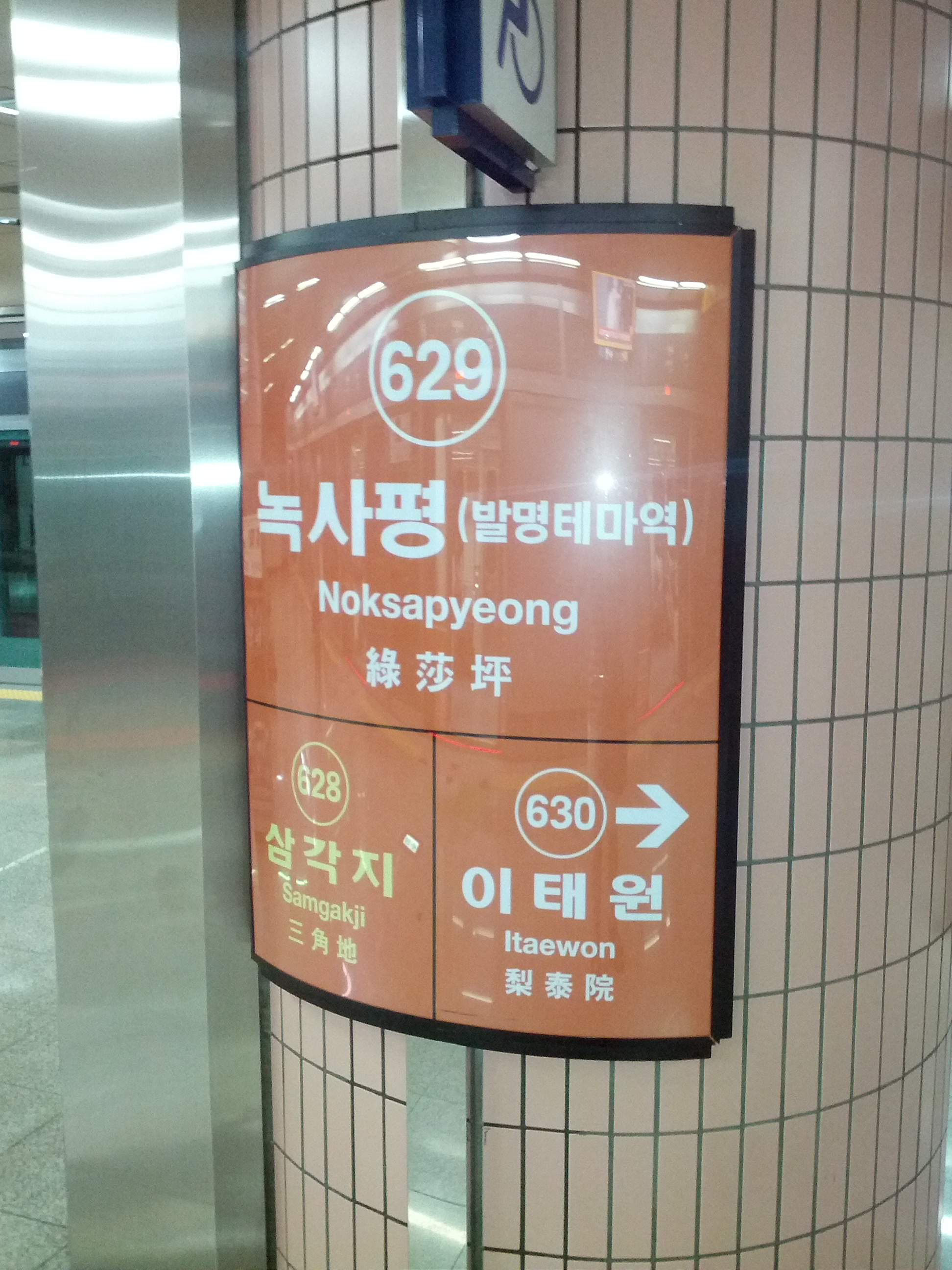
역명판 (발명테마역 시절)
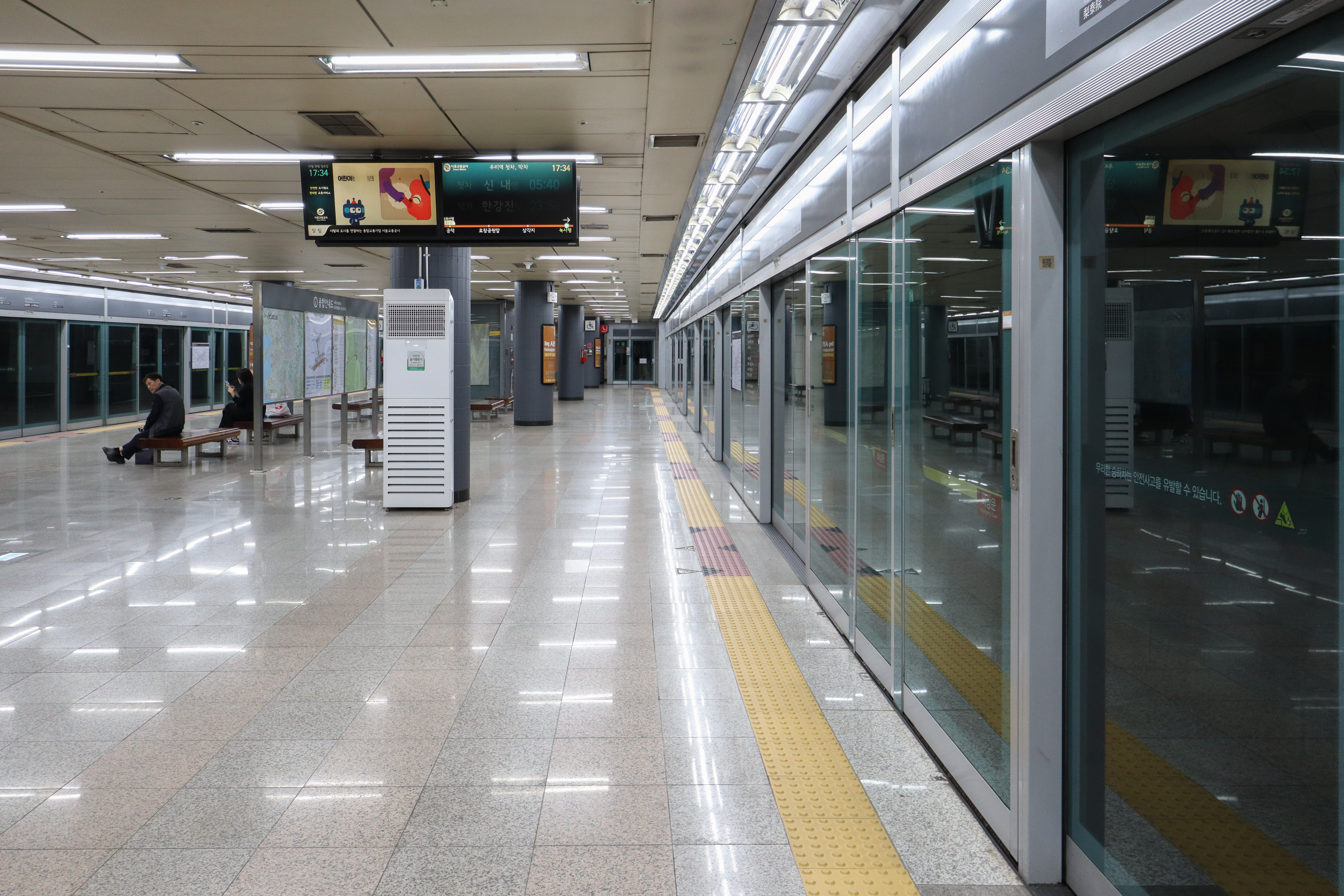
승강장
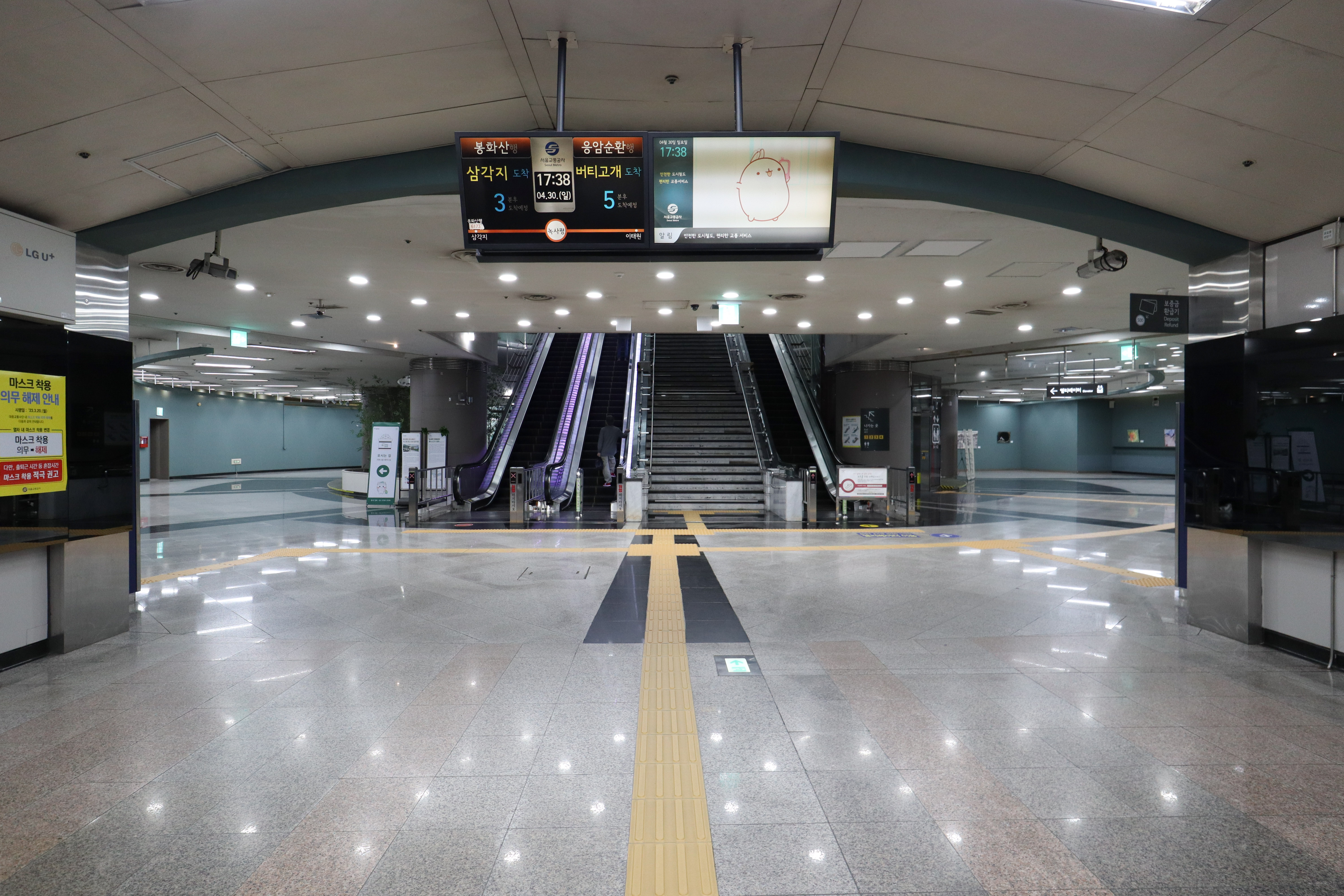
내부
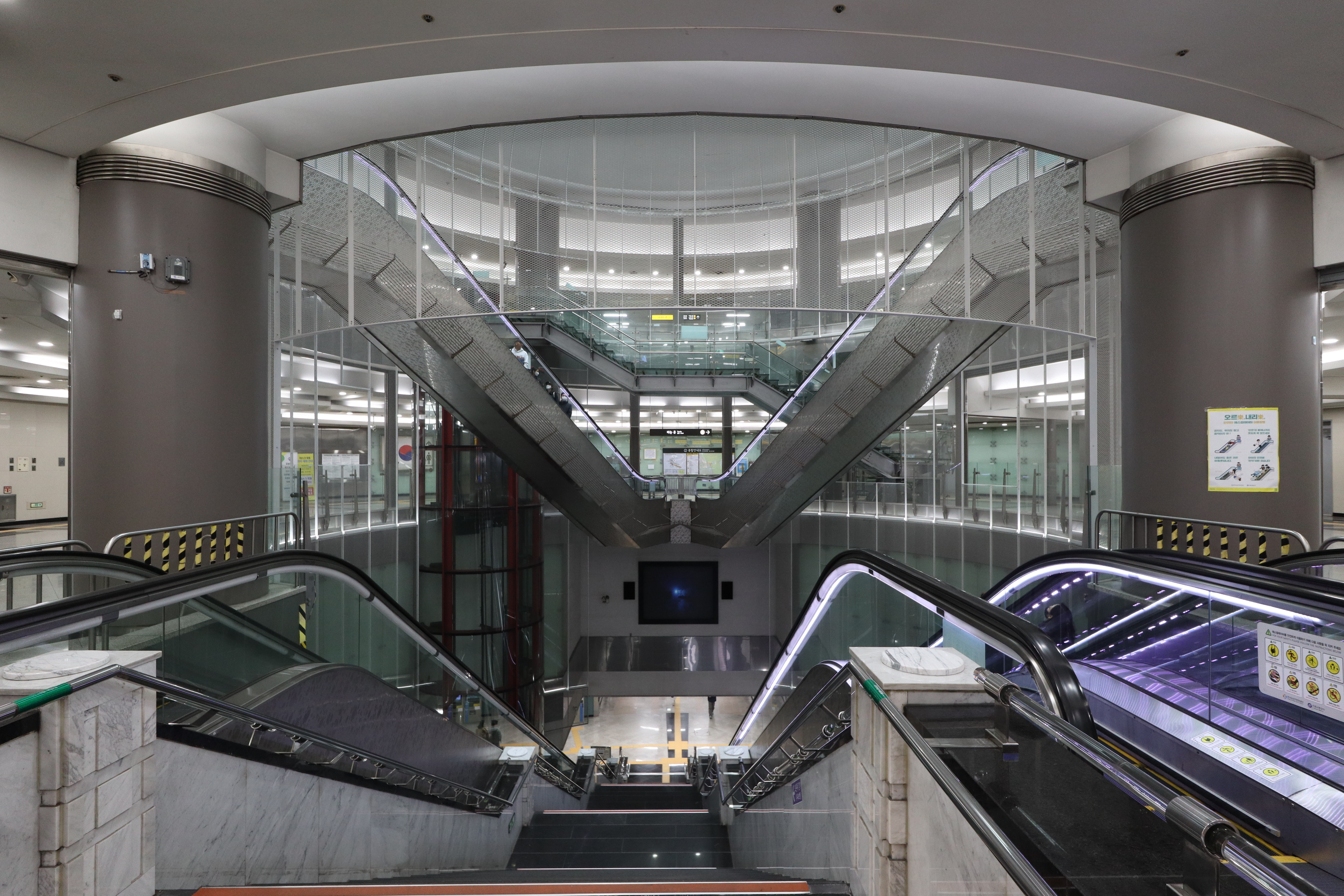
내부
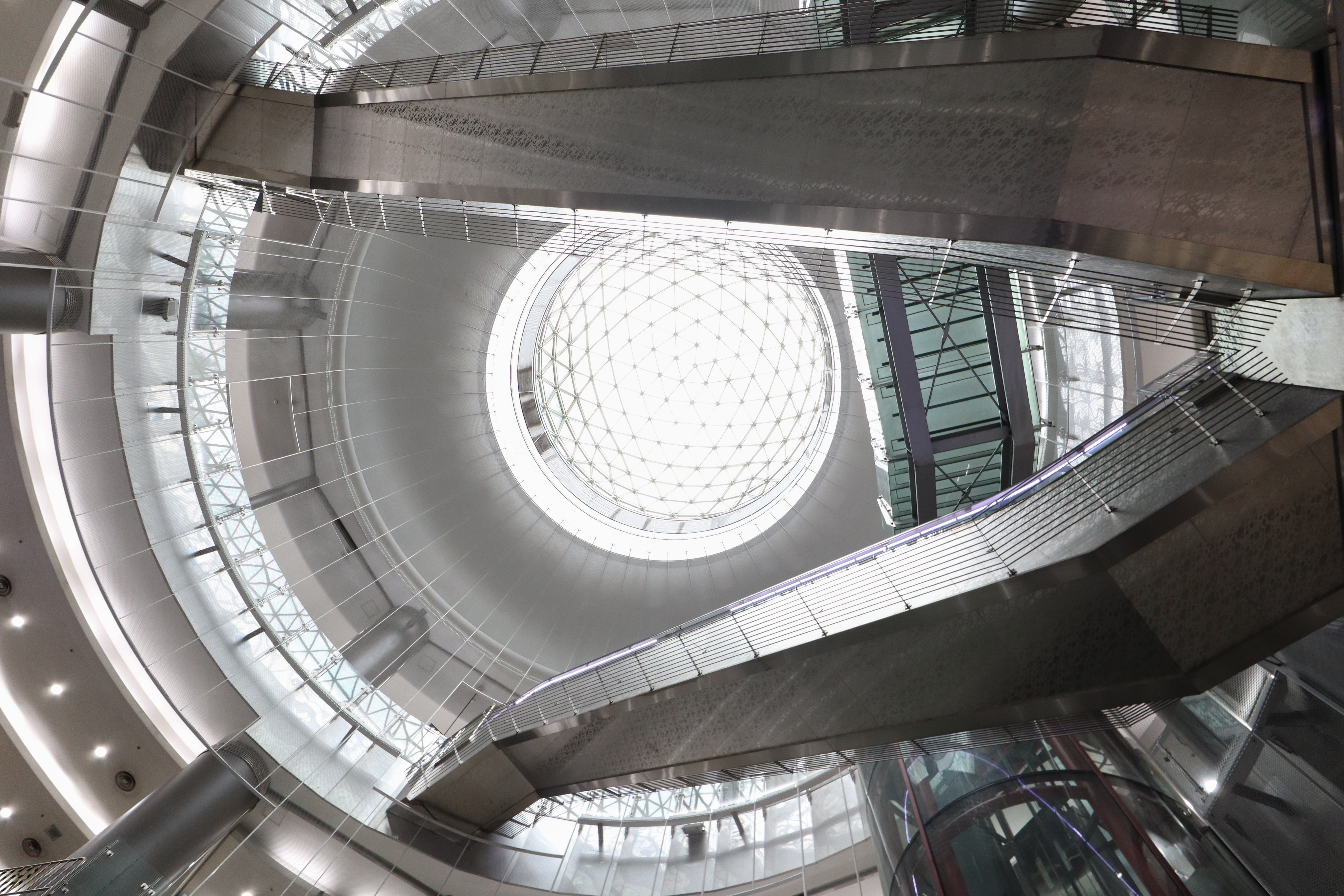
내부
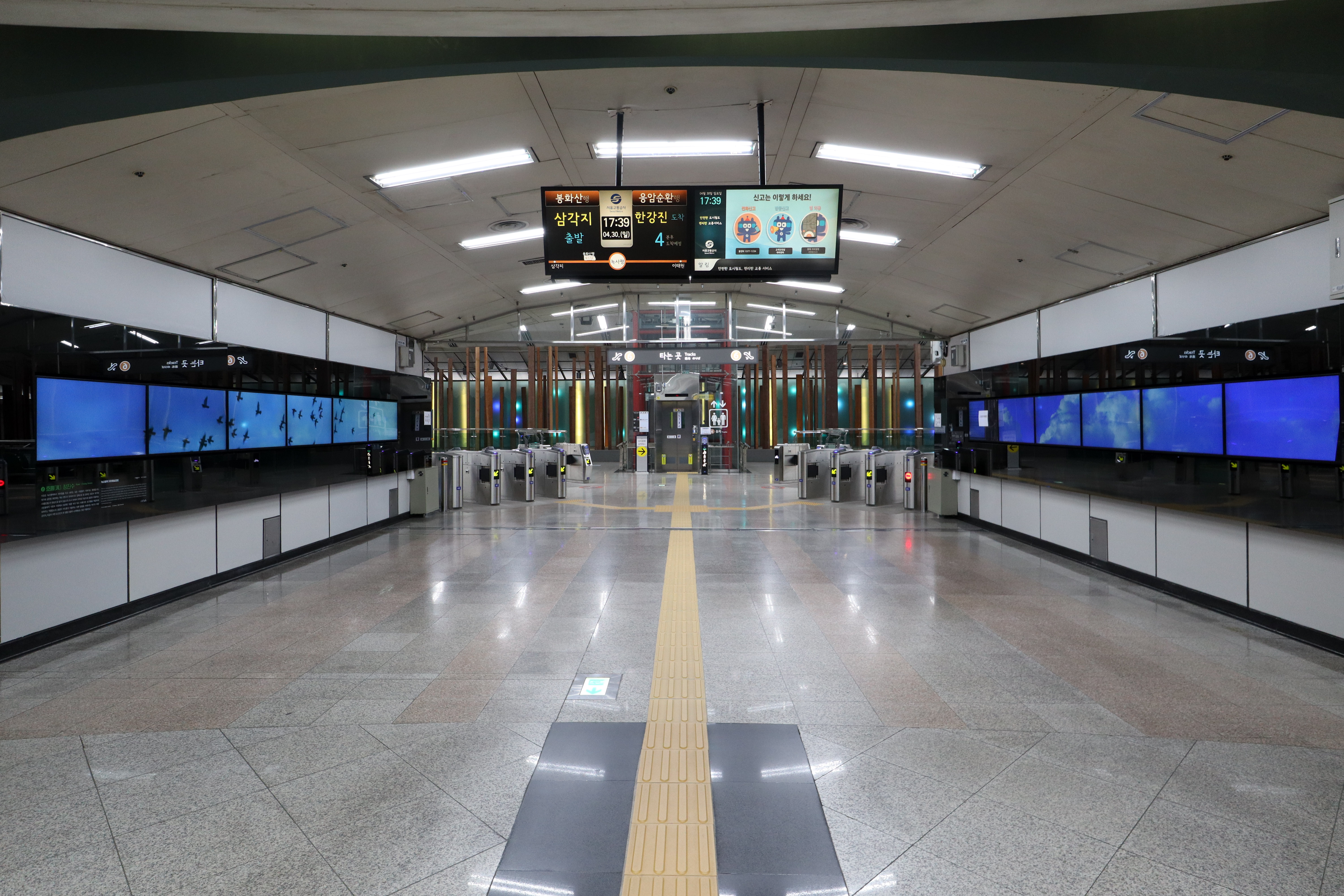
내부
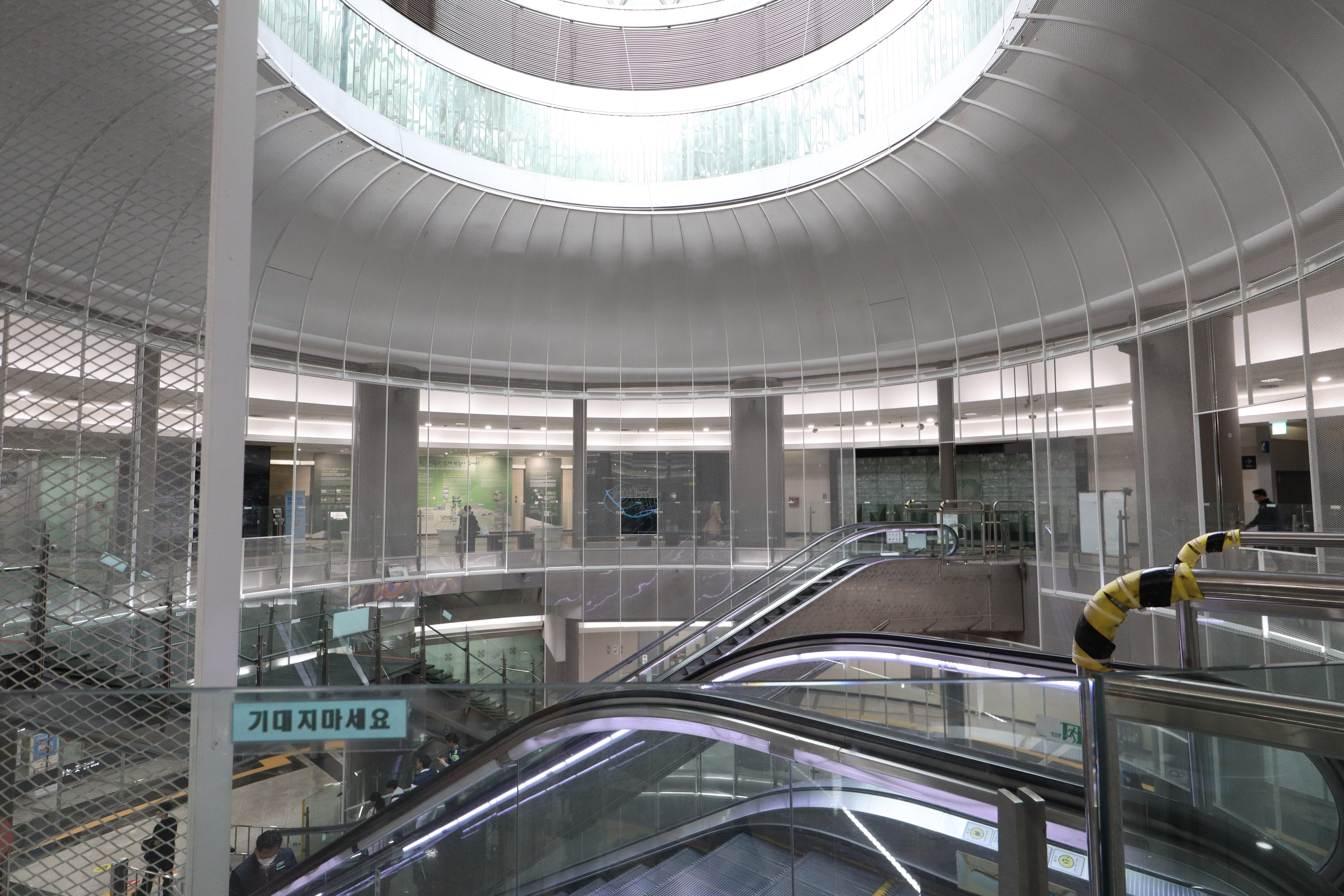
내부
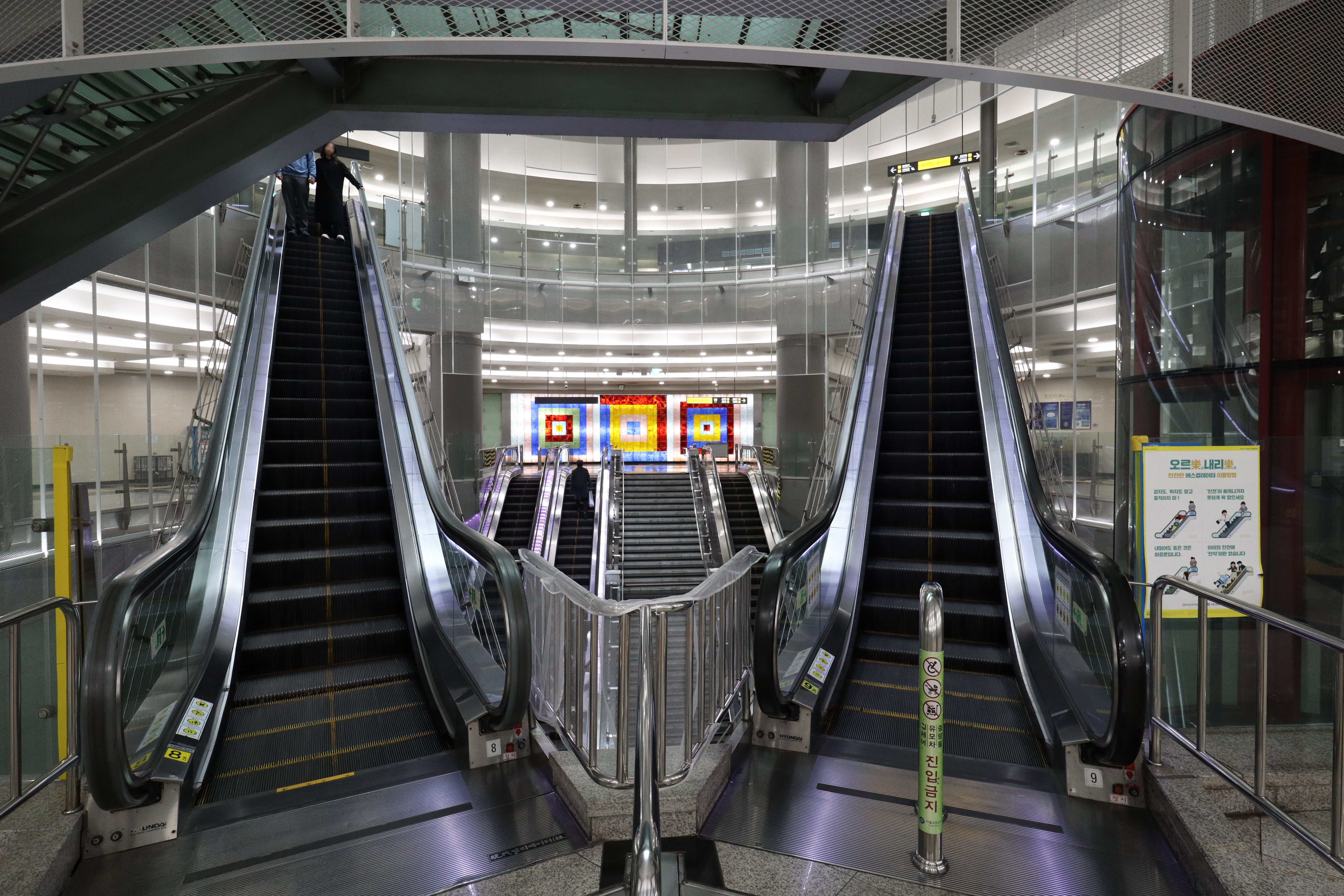
내부
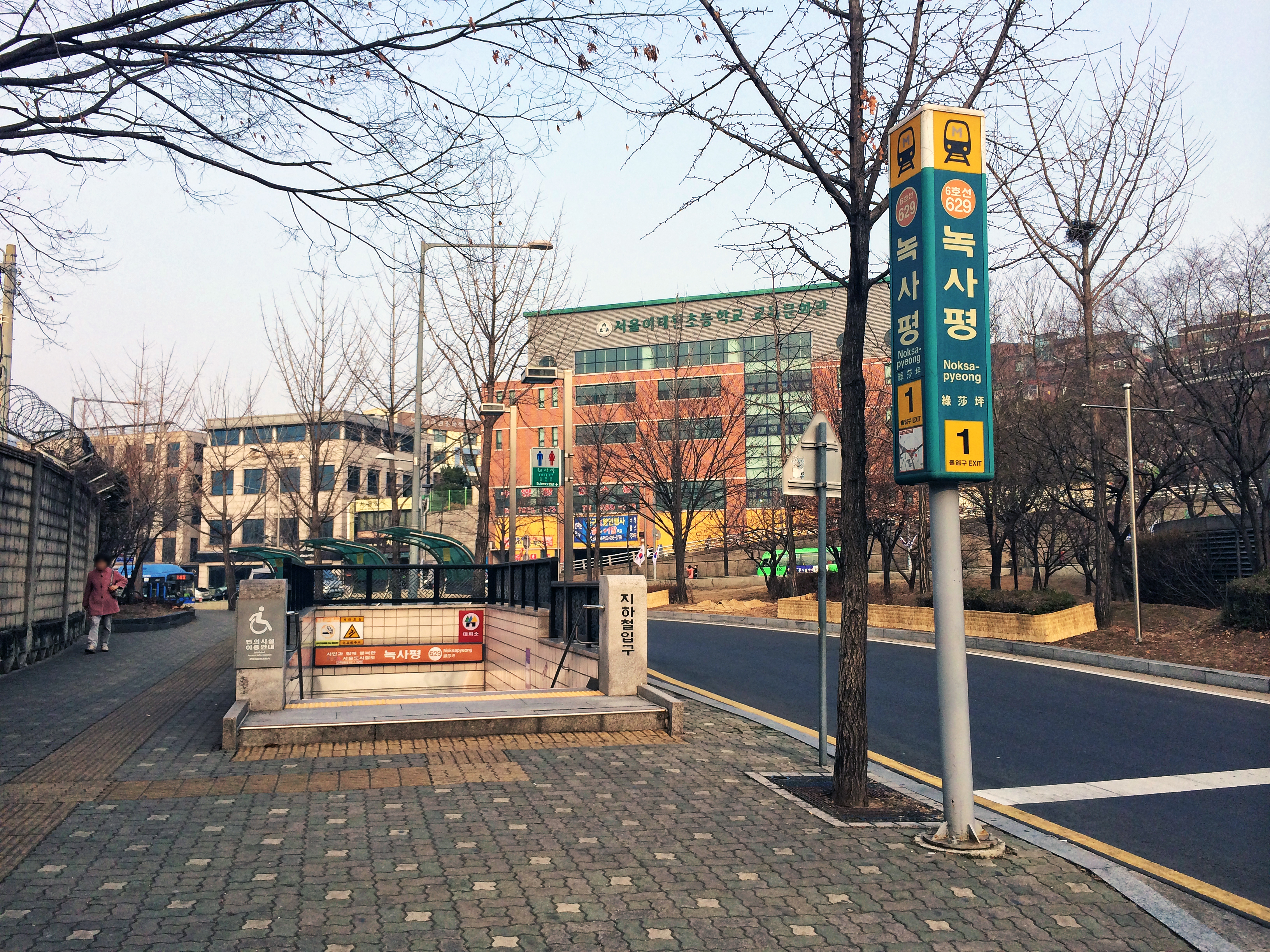
1번 출입구
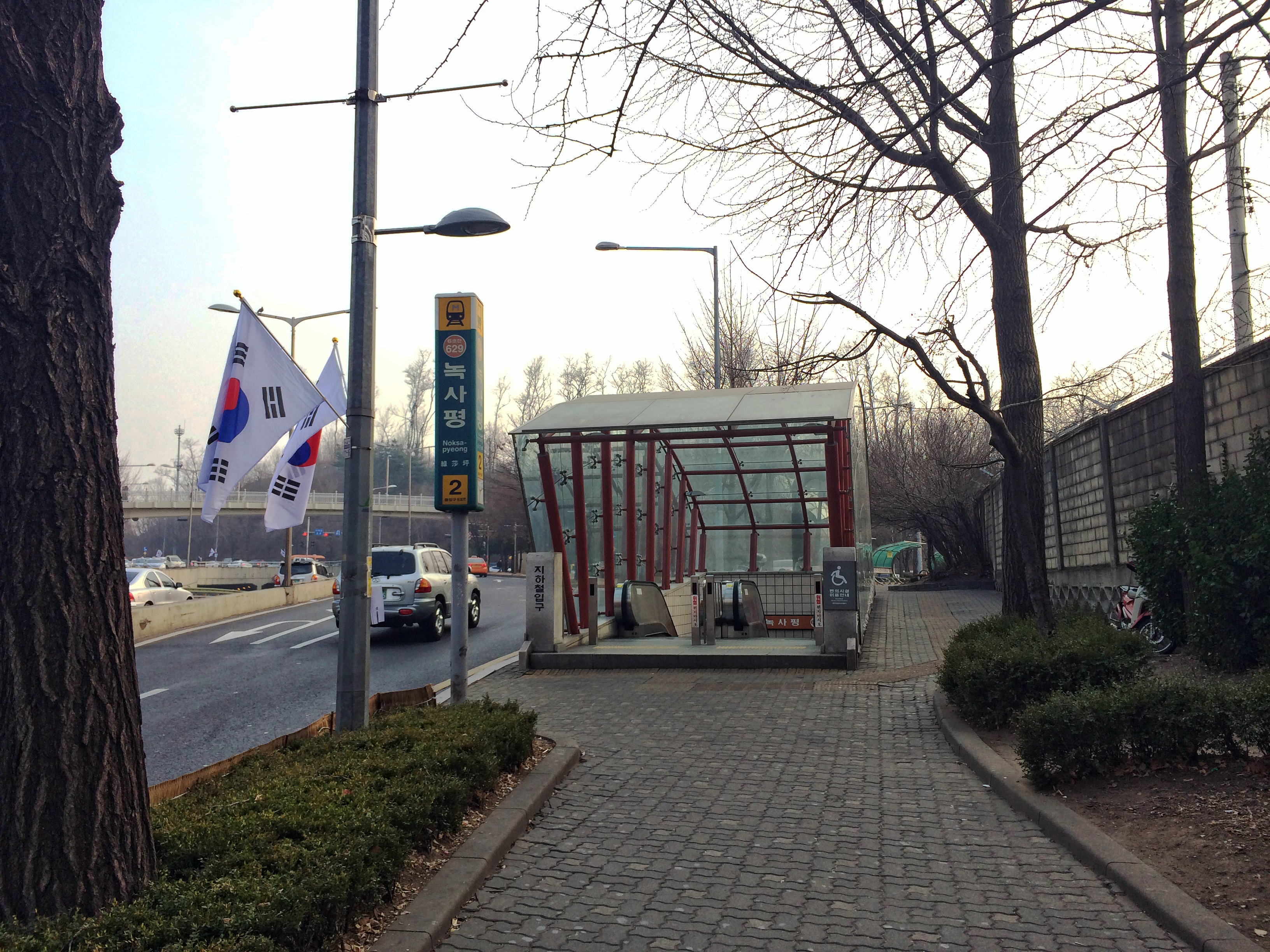
2번 출입구
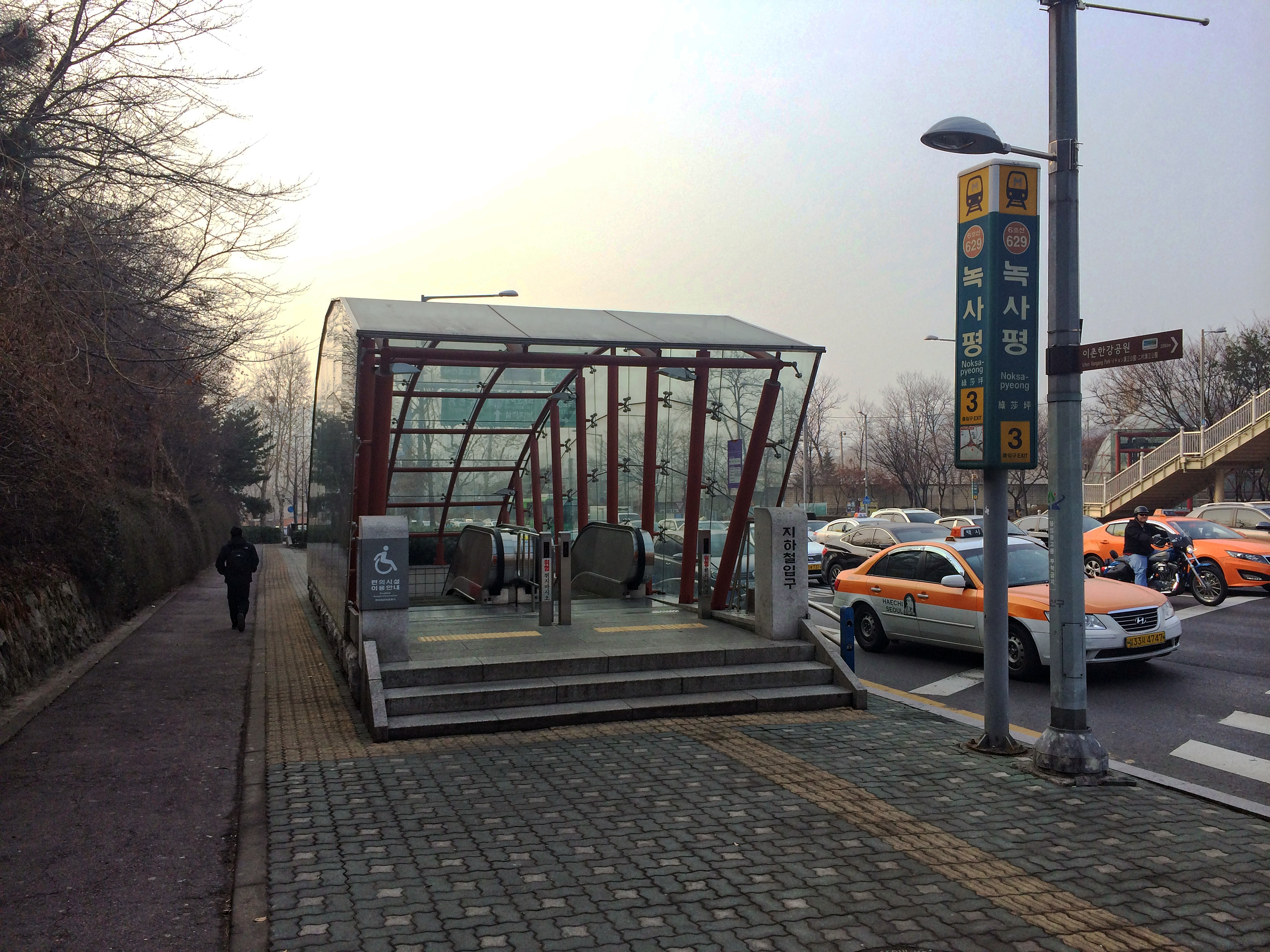
3번 출입구
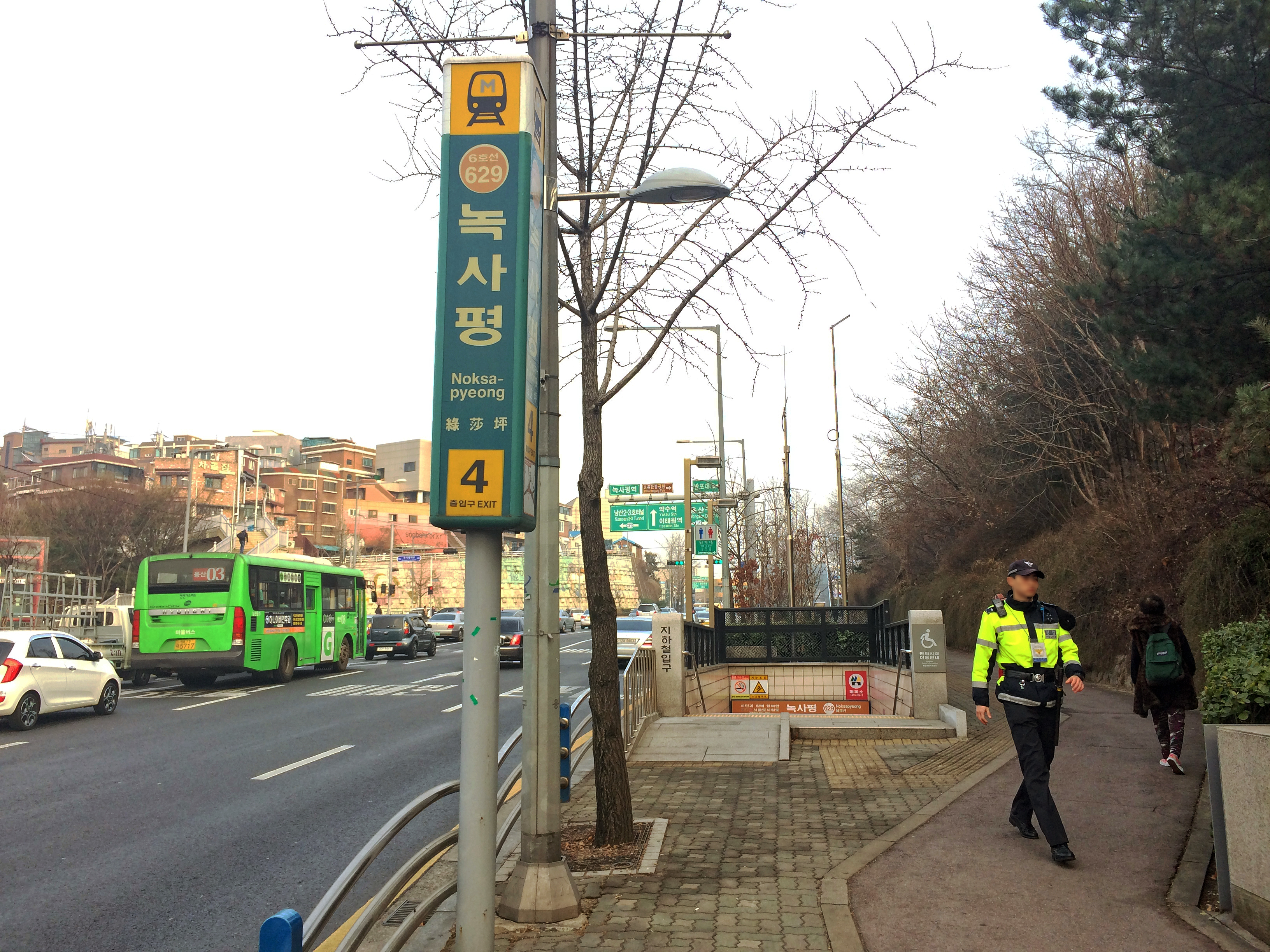
4번 출입구

## 인접한 역
| 서울 지하철 6호선    | 서울 지하철 6호선   | 서울 지하철 6호선    |
| -------------------- | ------------------- | -------------------- |
| 628 삼각지 응암 순환 | ● 서울 지하철 6호선 | 630 이태원 신내 방면 |